# Мабил, Авер
Авер Бул Мабил (англ. Awer Bul Mabil; род. 15 сентября 1995, Какума, Туркана) — австралийский футболист, полузащитник испанского клуба «Кастельон» и сборной Австралии.
Мабил родился в Кении, но в юном возрасте переехал в Австралию, где начал заниматься в национальной спортивном центре.

## Клубная карьера
Авер начал карьеру в клубе «Аделаида Юнайтед». В 2012 году для получения игровой практики он на правах аренды выступал за «Кэмпбэллтаун Сити». В начале 2013 года Мабил вернулся в «Аделаиду». 11 января в матче против «Перт Глори» он дебютировал в А-Лиге. В том же году Мабил был признан лучшим молодым футболистом чемпионата. 1 февраля 2014 года в поединке против «Веллингтон Феникс» Авер забил свой первый гол за «Аделаиду». В 2014 году он помог команде выиграть Кубок австралийской федерации футбола.
Летом 2015 года Мабил перешёл в датский «Мидтьюлланн». 16 октября в матче против «Раннерс» он дебютировал датской Суперлиге, заменив во втором тайме Даниэля Ройера.
Летом 2016 года Мабил на правах аренды перешёл в «Эсбьерг». 8 августа в матче против «Орхуса» он дебютировал за новую команду. 24 октября в поединке против своего бывшего клуба «Мидтьюлланна» Авер забил свой первый гол за «Эсбьерг». Летом 2017 года Мабил был отдан в аренду в португальский «Пасуш де Феррейра». 8 августа в матче против «Маритиму» он дебютировал в Сангриш лиге. 15 декабря в поединке против «Боавишты» Авер забил свой первый гол за «Пасуш де Феррейра».
Летом 2018 года Мабил вернулся в «Мидтьюлланн». 26 августа в матче против «Раннерс» Авер забил свой первый гол за клуб. В 2019 году Мабил помог клубу завоевать Кубок Дании, а спустя год выиграть чемпионат.
В феврале 2022 года игрок был передан в аренду клубу «Касымпаша». В мае 2022 футболист подписал контракт на четыре сезона с испанским ФК «Кадис».

## Международная карьера
В 2014 году в составе юношеской сборной Австралии Авер принял участие в юношеском Кубке Азии в Мьянме. На турнире он сыграл в матчах против команд ОАЭ, Индонезии и Узбекистана.
15 октября 2018 года в товарищеском матче против сборной Кувейта Мабил дебютировал за сборную Австралии. В этом же поединке он забил свой первый гол за национальную команду.
В 2019 году включён в состав сборной на кубок Азии в ОАЭ. 11 января, на 20 минуте игры, забил второй гол своей команды во втором матче группового этапа в ворота сборной Палестины. Австралия одержала первую победу на турнире со счётом 3:0. В третьем матче группового этапа против сборной Сирии на 41 минуте матча забил мяч, который позволил австралийцам одержать победу 3:2.

### Голы за сборную Австралии
| #   | Дата            | Место                                   | Противник | Счёт | Результат | Соревнование                     |
| --- | --------------- | --------------------------------------- | --------- | ---- | --------- | -------------------------------- |
| 01. | 15 октября 2018 | Аль-Кувейт, Эль-Кувейт, Кувейт          | Кувейт    | 4:0  | 4:0       | Товарищеский матч                |
| 02. | 30 декабря 2018 | Мактум ибн Рашид Аль Мактум, Дубай, ОАЭ | Оман      | 3:0  | 5:0       | Товарищеский матч                |
| 03. | 11 января 2019  | Аль-Рашид, Дубай, ОАЭ                   | Палестина | 2:0  | 3:0       | Кубок Азии 2019                  |
| 04. | 15 января 2019  | Шейх Халифа, Эль-Айн, ОАЭ               | Сирия     | 1:0  | 3:2       | Кубок Азии 2019                  |
| 05. | 2 сентября 2021 | Халифа, Доха, Катар                     | Китай     | 1:0  | 3:0       | Чемпионат мира 2022 квалификация |
| 06. | 7 октября 2021  | Халифа, Доха, Катар                     | Оман      | 1:0  | 3:1       | Чемпионат мира 2022 квалификация |

## Достижения
«Аделаида Юнайтед»
- Обладатель Кубка Австралии: 2014

«Мидтьюлланн»
- Чемпион Дании: 2019/20
- Обладатель Кубка Дании: 2018/19